# Carrotblanca
Pour plus de détails, voir Fiche technique et Distribution.
Carrotblanca est un cartoon Looney Tunes, réalisé par Douglas McCarthy et sorti en 1995, qui met en scène Bugs Bunny, Daffy Duck, Sam le pirate, Titi, Grosminet, Pépé le putois, Pénélope Pussycat et Charlie le coq. C'est une parodie du film Casablanca de 1942, aussi de la Warner Bros..

## Fiche technique
Sauf indication contraire, les informations mentionnées dans cette section peuvent être confirmées par la base de données cinématographiques IMDb,  présente dans la section « Liens externes ».
- Réalisateur : Douglas McCarthy
- Scénario : Tim Cahill (en) (comme Timothy Cahill) et Julie McNally Cahill (en) (comme Julie McNally)
- Musique : Richard Stone
- Production : Warner Bros. Cartoons
- Pays de production : États-Unis
- Genre : animation (court métrage de dessin animé), comédie
- Format : 16 mm / 35 mm couleur, son mono / Dolby SR, rapport de forme 1.37 : 1, procédé cinématographique : Super 16 / spherical
- Langue : anglais
- Durée : 8 minutes
- Date de sortie :
  - États-Unis : 25 août 1995

## Distribution
Voix originales :
- Joe Alaskey : Sylvestre (Grosminet), Daffy Duck
- Bob Bergen : Titi
- Greg Burson : Bugs Bunny, Pépé le putois, Charlie le coq
- Maurice LaMarche (comme Maurice La Marche) : Sam le pirate sous le nom de General Pandemonium
- Tress MacNeille : Kitty (Penelope Pussycat)

Voix françaises :
- Gérard Surugue : Bugs Bunny
- ? : Daffy Duck
- Claire Guyot : Mademoiselle Kitty
- Patrick Préjean : Grosminet et Sam le pirate
- Patricia Legrand : Titi
- François Carreras : Pépé le putois
- Benoît Allemane : Charlie le coq

## Caméos
- Porky Pig
- Sam le chien
- Spike et Chester
- Mémé
- Pete Puma
- Beaky Buzzard
- Giovanni Jones
- Elmer Fudd
- Rocky et Mugsy
- Charlie le coq
- Gossamer
- George P. Dog
- Mademoiselle Pouponnette